# Єлизавета Шарлотта Нассау-Зігенська
Єлизавета Шарлотта Нассау-Зігенська (нім. Elisabeth Charlotte von Nassau-Siegen, 11 березня 1628 — 16 листопада 1694) — німецька шляхтянка XVII сторіччя, донька графа Нассау-Гільхенбаху Вільгельма та графині Крістіни Ербах-Ербахської, дружина імперського князя Георга Фрідріха Вальдекського.

## Біографія
Єлизавета Шарлотта народилася 11 березня 1628 року в Еммерісі. Вона була п'ятою дитиною та третьою донькою в родині графа Нассау-Гільгенбаху Вільгельма та його дружини Крістіни Ербах-Ербахської. Дівчинка мала старших братів Йоганна Вільгельма та Моріца й сестер Марію Магдалену та Ернестіну Юліану. Згодом у неї з'явилися дві молодші сестри. Родина невдовзі переїхала до Хойздена у Провінціях, де батько став губернатором.
Вільгельм, будучи військовиком, помер від наслідків отриманого поранення, коли Єлизаветі Шарлотті було 14 років. Наступного року вона була видана заміж за Георга Фрідріха Вальдекського, молодшого брата графа Вальдек-Айзенбергу Філіпа Дітріха. За чотири роки перед цим дружиною самого Філіпа Дітріха стала її старша сестра Марія Магдалена. Весілля відбулося 29 листопада 1643 року в Кулемборзі. У подружжя народилося дев'ятеро дітей.
У 1664 році її чоловік успадкував графство Вальдек-Айзенберг, куди перед цим додалися території Пірмонта. 1682 року він був зведений Леопольдом I Габсбургом у ранг імперського князя. Помер у 1692 році. Єлизавета Шарлотта пішла з життя 16 листопада 1694 року.

## Родина
Чоловік — Георг Фрідріх Вальдекський
Діти:
- Вольрад Крістіан (1644—1650) — прожив 6 років;
- Фрідріх Вільгельм (1649—1651) — прожив 3 роки;
- Карл Вільгельм 1650—1653) — прожив 3 роки;
- Анна Луїза (1653—1714) — дружина графа Ербах-Фюрстенау Георга IV, мала четверо дітей;
- Шарлотта Амалія (1654—1657) — прожила 3 роки;
- Фрідріх Вільгельм  (1657—1670) — прожив 13 років;
- Карл Густав (1659—1678) — прожив 13 років;
- Софія Генрієтта (1662—1702) — дружина герцога Саксен-Гільдбурггаузенського Ернста, мала п'ятеро дітей;
- Альбертіна Єлизавета (1664—1727) — дружина графа Ербах-Ербаху Філіпа Людвіга, дітей не мала.